# 対ありでした。 〜お嬢さまは格闘ゲームなんてしない〜
『対ありでした。 〜お嬢様は格闘ゲームなんてしない〜』（たいありでした おじょうさまはかくとうゲームなんてしない）は、江島絵理による日本の漫画作品。『月刊コミックフラッパー』（KADOKAWA）にて2020年2月号から連載中。
対戦型格闘ゲーム（格ゲー）に熱中するお嬢様学校の女子生徒たちを描いた作品。メディアミックスとしてアニメ化が発表されている。
2023年5月より、Leminoにて配信ドラマ化。

## あらすじ
お嬢様学校の黒美女子学院に入学した深月綾は、校内一注目を集める「白百合さま」こと夜絵美緒が誰もいない教室で格ゲーを楽しむ場面を目撃する。校則でゲームが禁止されているため固く口止めを要求される綾だったが、再び会った際に美緒から同じゲーマーであることを見抜かれ、対戦プレイを切願される。ゲームを止めた理由を理解する素振りすら見せず、さらには純粋にゲームに熱中する美緒に対して反発心を覚えた綾は対戦に望むが、その中で綾たちはお互いを数少ない女子格ゲーマーとして理解し合い、親交を結ぶ。その後、2人は退学のリスクを背負ったうえで隠れゲーマーだった先輩の一ノ瀬珠樹や犬井夕も加え格ゲーに熱中していく。

## 登場人物
声の項は特記のない場合、テレビアニメ版の声優。

### 格闘ゲーム部
深月綾（みつき あや）
声 - 長谷川育美 / ファイルーズあい（PV）
本作の主人公。一般家庭から黒美女子学院に入学した外部特待生。小学生時代に社会現象と化した「π2」にはまって以降格ゲーに親しんできた実力者。しかし成長につれて対戦相手だった男子同級生たちがゲームから離れ、かつ自身もゲームを始めたころの情熱が冷めていったため、心機一転してお嬢様への憧れから黒美に入学した過去をもつ。
周囲との違いに苦労していた矢先、密かに格ゲーに興じていた美緒から同じゲーマーであることを見抜かれ、久しぶりに対戦を経験する。その後、規律の厳しい学校においてゲームをすることが退学に発展しかねない行為であると理解しつつも、純粋に格ゲーを楽しむ美緒に対抗心が芽生えたため、その心をへし折り未練を振り払うべく再戦に望み、フルセットの末に辛勝する。しかし結果として対戦をしたいという本心を自覚することとなり、友達となった美緒や同じ格ゲー好きと見抜いた珠樹、夕と共に再び格ゲーにのめりこむ。
夜絵美緒（よるえ みお）
声 - 市ノ瀬加那 / 長江里加（PV）
綾と同じく外部入学した女子生徒。非常に整った容姿と気品のある所作から、周囲のお嬢様たちからは「白百合さま」の通称で呼ばれる。しかしその実態は極度の格ゲーマーであり、小学生の如く純粋にプレイを楽しむ姿は綾から輝いていると評される。しかしその反動で大の勉強嫌いとなっており、ゲームが出来ないと禁断症状を訴える域に達している。ゲーマーとしては勝ちへの意識が先行するあまり自滅も多いが、短期間で熟練者の綾に勝ち越す実力を身につけるほどの才能の持ち主。また短期間だが空手の経験者でもあり、達人である母親からも「筋がいい」と評されていた。
中学校時代は勉強そっちのけでひたすらゲームに打ち込んでいたが、受験を控えた3年の夏休みに母親によって強制的にゲーミングノートPCを取り上げられる。返却の条件として提示された空手勝負に挑むも敗北し、否応なしにもう一つの条件だった黒美入学を選択させられた経緯をもつ。
空き教室で「π4」のネット対戦に興じていたところを綾に目撃されるが、アーケードゲームコントローラーによる指のたこや数少ない発言から綾を貴重な女子格ゲーマーと見抜き、事情そっちのけで対戦に誘う。そして2度の対戦の末に綾とはライバル兼友人となり、秘密を共有する仲としてゲームに興じる。
一ノ瀬珠樹（いちのせ たまき）
声 - 下地紫野
高等部寮務委員の4階階長。職務に忠実な厳しい人物に見えるが、実はある人物への憧れから自室で密かに「π4」に興じていた隠れゲーマー。
深夜に空き部屋でゲームをしようとしてた綾と美緒を違反者として報告しようとするが、言葉の端々から同類であることを看破され、さらに美緒の挑発に乗る形で2人の退学処分をかけた勝負に臨むも完敗。以後は生来の負けず嫌いさから自室で2人に教えを請うようになり、夕も交えてゲームにのめりこむ。ゲーマーとしてはネット対戦で心を折られすぎたことで受け身のスタイルが染みついていたが、綾の考案した練習をひたすら反復したことで積極的な攻めの姿勢と対戦への楽しさを取り戻す。
犬井夕（いぬい ゆう）
声 - 千本木彩花
高等部寮務委員の指導寮生。実家がゲームに寛容だったことと弟たちが多かったことが理由で格ゲーを嗜んでおり、主にアーケードをプレイしていた背景をもつ。
綾と美緒が隠れて対戦プレイを始めようとしたところを発見し、珠樹が2人を処罰しようとた際は彼女がゲーマーである事実を教える。その後は開き直った珠樹やゲーマーとしてぶっ飛んでいる後輩2人と仲良くなりたいという思いから対戦会に参加するようになる。
亜野屋理子（あのや りこ）
高等部教諭。『格闘ゲーム部』の顧問に就任する。
梓の叔母であり、姪と同じく校則や伝統を重視している。『格闘ゲーム部』の顧問を引き受けたのも寮則違反を犯した問題児たちを廃部や再度の退学に追い込むべく、言動の粗探しのための監視が目的だった。
しかし実際に間近で活動を観察する内に部員たちが自分の想像以上に格闘ゲームという『競技』に真摯に向き合ってることを目の当たりにして認識を改める。以降は一方的に悪意を持って見ていたことへの罪悪感もあって、高額な機材の自腹購入や部活方針の提案などのバックアップを積極的に行うようになる。

### 黒美女子学院関係者
藤宮森乃（ふじみや もりの）
高等部寮務委員会長兼生徒会長。理事長の孫であり、教師を超える発言力を持つと噂されている。
実は亜里沙の姉。妹を溺愛しており、自身を追い込む様に格闘ゲームに没頭する亜里沙を心配していた。EXjpでの対戦を通して妹を救ってくれた美緒のことは恩人として敬っており、綾たちの退学騒動の際には彼女たちの退学・転校回避、及び格闘ゲーム部設立に尽力する。
一ノ瀬花（いちのせ はな）
高等部寮務委員副会長。クールな美人。珠樹の姉。
黒美の生徒でありながら格闘ゲームを嗜む隠れゲーマー。妹達とは異なりゲームカフェでプレイしており、その縁で亜里沙とも知り合いで『血染めのマカロン』の二つ名で呼ばれている。
彼誰梓（かわたれ あずさ）
高等部寮務委員の2階階長。
黒美の校則や品格を絶対視しており、それらを穢すような行いを許さない堅物。ネットで拡散されたEXjpの動画から美緒たちが隠れてゲームしていることを突き止めて彼女たちを退学にしようと追い詰める。
咲坂なつめ（さきさか なつめ）
綾のルームメイト。温和で人懐っこい。勉強が苦手らしく頻繁に綾に勉強を教えてもらっている。百合に理解があるのか、綾が美緒と一晩同室で過ごしたいという頼みを「そういうこと」と解釈して快く部屋を譲った。

### プロゲーマー及びその関係者
gekido（激怒）
ゲーミングチーム“拳（コブシ）”所属のプロゲーマー。リーゼントや特攻服と言ったひと昔前の暴走族のような容貌・言動をしている。
「格闘ゲーム界を統べる帝王」と呼ばれるトッププロで、その名に恥じない実力とカリスマの持ち主。追い込まれてからの鉄壁のガードによる粘り強さや驚異的な精度の無敵技ぶっぱの差込など、美緒の戦い方が彼に似ていることがしばしば言及されている。
綾が小学生の時には既に伝説的なプレイヤーとして名前が広まっていたことや、高校生時代の禍腐餌悪霊にもオッサン呼ばわりされていたことなどから、現在ではそれなりに高年齢と思われる。
禍腐餌悪霊（かふぇおれ）
“拳”所属のプロゲーマー。gekidoと同じく暴走族のような風貌をしている。
格闘ゲームについては高校生時代は町内大会で優勝するなどそれなりの腕前だったがあくまで暇潰しの遊びと認識していた。しかし普段プレイしていた駄菓子屋でgekidoと対戦することになり惨敗。それを機にプロを目指すようになった。このためgekidoを強くライバル視しており、彼を倒すことを目標としている。
星識（せしる）
“拳”所属のプロゲーマー。gekido、禍腐餌悪霊の後輩で、先輩２名とは対照的な爽やかイケメン。作中ではゲームをプレイしている場面が無く、撮影や解説に徹している。
魔ヶ森さたん（まがもり さたん）
EXjpの公式配信で解説を務める格ゲーVtuber。
フランベルジュ
EXjpの公式配信で実況を務める男性実況者。

### その他の登場人物
藤宮亜里沙（ふじみや ありさ）
EXjpに出場した小学生プレイヤー。花とはゲームカフェの常連仲間で彼女からは『小さい悪魔（レッサーデビル）』と呼ばれている。
小学生ながらプロとも互角以上に渡り合う実力者。試合以外では放送禁止レベルの暴言や台パンのような問題行動を連発する感情的な面も見せるものの、いざ試合が始まれば勝利のために激情を抑え込んで冷静な判断力や鋭い洞察力を発揮できるなど精神面も強い。
格闘ゲームへのスタンスは鬼気迫るものがあり、自身はもちろん他人にもわずかな妥協や甘えも許さず、特に友達と一緒にプレイしているゲーマーに対しては「格闘ゲームを馴れ合いのツールにしている」と強い敵意を見せる。
格闘ゲームを始めた切っ掛けは仲の良かった友人が格ゲーを得意としており、その子ともっと仲良くなりたくて自分も始めたという他愛の無いもの。しかし友人に追いつきたい一心から短期間に急激な成長を遂げて初対戦で友人を圧倒してしまい、「初心者と偽って自分をバカにしていた」と勘違いした友人に絶交されたことがトラウマとなっている。
美緒とはEXjpの配信台で対戦。試合前に上述のトラウマを刺激する地雷を踏み抜かれたことで美緒には殺意すら向けていたが、対戦の中で美緒もまた「“たかがゲーム”に全てを奉げている同類」と気付いて認識を改めていく。
美緒ママ
美緒の母親。容姿は娘と似ており、歳の離れた姉に見えるほど若々しい美人。
基本的には物腰の柔らかい穏やかな人物だが、実は空手や合気を修めた武道の達人。娘には深い愛情を注いでいるが、必要と判断すればその愛娘をリアルファイトでボッコボッコにすることも辞さない苛烈な一面を持つ。
美緒の格ゲー狂いについては当初は寛容に見守っていたが、中学３年間一切勉強しないという凶行には流石に危機感を覚え、ゲーミングノートPCを封印して返却条件に黒美女子（校則でゲーム禁止）への合格or自分との空手勝負の２択を迫るという強引な手段に出る。戦闘を選んだ娘を一蹴して黒美女子への受験を余儀なくさせており、本作の始まる状況を作った要因の一人である。

## 用語
黒美女子学院（くろみじょしがくいん）
本作の主な舞台となる中高一貫の名門お嬢様学校。寮ではスマートフォン、据え置き関係なくコンピューターゲームを禁止する規則があり、持ち込むと退学処分を受けるケースもある。
寮務委員会（りょうむいいんかい）
寮生活を律する目的で寮生自らが運営する組織。ゲームや漫画といった娯楽の取り締まり、服装チェック、静粛時間帯（自習時間）の見回りなどを行う。組織の都合上、優先的に1人部屋をあてがわれるなどの便宜もなされる一方で、珠樹のように立場を逆に利用して娯楽を持ち込む者も存在する。
格闘ゲーム部（かくとうげーむぶ）
寮則違反発覚からの退学騒動が治まった後に綾たちが設立した部活動。設立時のメンバーは部長：夜絵美緒、部員：深月綾、一ノ瀬珠樹、犬井夕、顧問：亜野屋理子。
森乃の意向を受けた理事長の鶴の一声で設立が決定したものの、「違反者たちが自分たちのやりたいことを合法化しようとした部活」でもあるため一部の教師や生徒からは快く思われていない。
部員数や実績などの条件を満たしていないため格闘ゲーム部と名乗ってはいるが扱いとしては同好会であり、部費も出ておらず部室は物置扱いの古い教室と活動環境は悪かった。しかし顧問の理子が各種機材の購入や活動方針の提案を行ったことで急速に環境が整えられ、本格的な始動となっていく。

Iron Senpai（アイアンセンパイ）
作中世界における2D対戦格闘ゲーム。2作目にあたる「Iron Senpai2」（通称π2）で社会現象化し、シリーズ化にも成功している。綾たちはおもに最新作「Iron Senpai4」（通称π4）をゲーミングノートPCにダウンロードしてプレイしている。
EXjp（エクスジェイピー）
アメリカ最大の格ゲー大会「EX」の日本版。劇中では福岡で開催される。

## 書誌情報
- 江島絵理 『対ありでした。 〜お嬢様は格闘ゲームなんてしない〜』 KADOKAWA〈MFコミックス フラッパーシリーズ〉、既刊9巻（2025年6月23日現在）
  1. 2020年6月23日発売[7]、ISBN 978-4-04-064613-8
  2. 2021年1月21日発売[8]、ISBN 978-4-04-680151-7
  3. 2021年8月23日発売[9]、ISBN 978-4-04-680664-2
  4. 2022年2月22日発売[10]、ISBN 978-4-04-681150-9
  5. 2022年10月21日発売[11]、ISBN 978-4-04-681795-2
  6. 2023年6月22日発売[12]、ISBN 978-4-04-682519-3
  7. 2024年3月23日発売[13]、ISBN 978-4-04-683428-7
  8. 2024年10月22日発売[14]、ISBN 978-4-04-684091-2
  9. 2025年6月23日発売[15]、ISBN 978-4-04-684829-1

## 配信ドラマ
2023年5月19日から、映像配信サービス「Lemino」で配信。主演は茅島みずき。
また、2024年6月16日から同7月14日まで、読売テレビのサンデースクエア枠(日曜日25:35より～)にて、全４回（全8話を２本ずつ）で放送された。

### キャスト（配信ドラマ）

#### 主要人物
深月綾
演 - 茅島みずき
夜絵美緒
演 - 田鍋梨々花
犬井夕
演 - 池田朱那
一ノ瀬珠樹
演 - 永瀬莉子

#### 黒美女子学院高等学校
藤宮森乃
演 - 山田愛奈
一ノ瀬花
演 - 田中芽衣
咲坂なつめ
演 - 秋谷百音
上条真琴
演 - 新井舞良
間宮夢子
演 - 川床明日香

#### その他の登場人物
魔ヶ森さたん
演 - 兒玉遥
美緒の母親
演 - 吉野有佳
メガネ大佐
演 - 津田寛治
亜里沙
演 - 田中絆菜

### スタッフ（配信ドラマ）
- 原作 - 江島絵理『対ありでした。〜お嬢さまは格闘ゲームなんてしない〜』（MF コミックスフラッパーシリーズ / KADOKAWA 刊）
- 監督 - 大内田龍馬
- 脚本 - 川原杏奈
- 主題歌 - 新しい学校のリーダーズ「青春を切り裂く波動」[17]
- 撮影 - 古長真也
- VFX スーパーバイザー - 鹿角剛（スタジオ・バックホーン）
- 協力 - CAPCOM「ストリートファイターV」
- ゲーム監修 - アール、イッヌ（浅井企画） ほか
- 製作著作 - NTTドコモ

## テレビアニメ
2025年放送予定。

### スタッフ（テレビアニメ）
- 原作 - 江島絵理[6]
- 監督 - 井畑翔太[6]
- シリーズ構成 - 渡航[6]
- キャラクターデザイン - 松本麻友子[6]
- 美術設定 - 高橋麻穂[6]
- 美術監督 - Scott MacDonald[6]
- 色彩設計 - 林由稀[6]
- 撮影監督 - 伊藤康行[6]
- 編集 - 小島俊彦[6]
- 音響監督 - 立石弥生[6]
- 音楽 - 橋口佳奈[6]
- アニメーション制作 - ディオメディア[6]
- 収録協力 - FAV gaming[6]